# Sadoveni, Botoșani
Sadoveni este un sat în comuna Manoleasa din județul Botoșani, Moldova, România.
Pe zona comunei Manoleasa și-a avut moșia o veche familie de boieri moldoveni ce-a purtat cu demnitate numele de Stroici. Familia, cu rădăcini din secolul XVI, a deținut la curțile domnitorilor Moldovei mai multe deregătorii. Fiind o familie înstărită și bine văzută și dincolo de granițele Moldovei, familia Stroici s-a înnemurit chiar și cu o parte dintre regii Poloniei. Pe la 1895, unul dintre boieri, ce purta numele de Gheorghe M. Stroici, a ctitorit în satul Sadoveni, azi comuna Manoleasa, o biserică. Iar în curtea bisericii a fost ridicat cavoul familiei, unde odihnesc întru pomenire mulți dintre membrii familiei.Pe moșia de la Sadoveni, cuprinzând câteva sute de hectare de teren arabil și pădure, Gheorghe M. Stroici a ridicat un conac în stil arhitectonic moldovenesc. Comuniștii au confiscat averea boierului și clădirea conacului cu grajdurile și gospodăriile anexe, înființând domeniul IAS Ripiceni.
 Acest articol despre o localitate din județul Botoșani este deocamdată un ciot. Puteți ajuta Wikipedia prin completarea lui.